# 神經義肢
神經義肢（英語：neuroprosthetics）是指替代人体神经通路受损部分的人工植入装置。神經義肢通过人工电刺激以引起神经组织的兴奋，从而代替受损的神经功能。
按受损功能的不同，神經義肢可分为感觉神經義肢、运动神經義肢、认知神經義肢等。感觉神經義肢将外界信息转化为电刺激信号以作用于感觉神经通路，如人工耳蜗、视觉假体等。其中，人工耳蜗也是应用最早的神經義肢。运动神經義肢则是以电刺激代替大脑发出神经冲动，以恢复受损的站立、排尿等运动机能。认知神經義肢则通过电刺激恢复因脑损伤引起的认知功能缺失，如用以缓解帕金森病症状的脑部深层电刺激。